# Antonio Carlos Silva
Antonio Carlos Silva (nacido el 24 de agosto de 1952) es un exfutbolista brasileño y exmanager.
En 1995, Silva se transformó en entrenador asistente de Yokohama Flügels. En mayo, ascendió a entrenador principal como sucesor de Bunji Kimura y dirigió al club en esta temporada.

## Clubes

### Como entrenador
| Club             | País   | Año  |
| ---------------- | ------ | ---- |
| Yokohama Flügels | Brasil | 1995 |